# 1-Chlor-2-iodbenzol
1-Chlor-2-iodbenzol ist eine chemische Verbindung, die sich vom Benzol ableitet. Es ist eines der drei möglichen Chloriodbenzole; die anderen sind 1-Chlor-3-iodbenzol und 1-Chlor-4-iodbenzol.

## Gewinnung und Darstellung
1-Chlor-2-iodbenzol kann durch Diazotierung und Sandmeyer-Reaktion aus 2-Chloranilin hergestellt werden.